# Dan Henderson
Daniel Jeffrey Henderson, född 24 augusti 1970, är en amerikansk före detta MMA-utövare och olympisk brottare som under större delen av karriären tävlade i organisationen Ultimate Fighting Championship. Henderson tävlade också i Pride Fighting Championships och Strikeforce där han blev mästare i båda organisationerna. Henderson avslutade karriären i oktober 2016.

## Biografi
Henderson blev tidigt intresserad av brottning och till hans brottningsmeriter hör deltagande för USA i OS 1992 och OS 1996 i grekisk-romersk stil. Han gick sin första professionella MMA-match den 15 juni 1997 och i maj 1998 vann han turneringen i mellanvikt under UFC 17. Efter att ha gått nio professionella MMA-matcher och vunnit samtliga debuterade han i december 2000 i Pride i en match som han förlorade mot Wanderlei Silva. I december 2005 vann Henderson Pride 2005 Welterweight Grand Prix efter att ha besegrat Murilo Bustamante i finalen.
Den 24 februari 2007 blev Henderson mästare i mellanvikt i Pride efter att ha besegrat Wanderlei Silva via KO. Han kom att gå totalt 18 matcher i organisationen, varav 13 vinster.
Henderson återvände sedan till UFC efter att organisationen köpt upp Pride i mars 2007. I sin första match fick han möta UFC:s mästare i lätt tungvikt, Quinton Jackson, som gjorde sitt första titelförsvar. Jackson vann matchen på poäng efter att matchen gått alla fem ronder. Matchen ägde rum på UFC 75 i London den 8 september 2007. Han förlorade sedan sin andra raka match när han mötte den regerande mästaren Anderson Silva i en titelmatch i mellanvikt på UFC 82 den 1 mars 2008.
Efter ytterligare tre matcher i UFC – som resulterade i vinster mot Rusimar Palhares, Rich Franklin och Michael Bisping – skrev Henderson i december 2009 på ett kontrakt för fyra matcher över 16 månader med organisationen Strikeforce. Han debuterade i Strikeforce den 17 april 2010 då han förlorade en titelmatch mot den regerande mästaren i mellanvik Jake Shields. Efter att sedan ha besegrat Renato Sobral via KO fick han möta den regerande mästaren i lätt tungvikt Rafael Cavalcante i en titelmatch den 5 mars 2011. Henderson vann matchen via TKO och blev därmed organisationens mästare i lätt tungvikt.
I Hendersons fjärde och sista match i organisationen mötte han Fjodor Jemeljanenko. Jemeljanenko sågs som en stor favorit på förhand men Henderson vann matchen via TKO i första ronden.
Henderson återvände till UFC i slutet av 2011 och besegrade Maurício Rua på UFC 139. Organisationen meddelade under våren 2012 att Henderson skulle möta Jon Jones i en titelmatch i lätt tungvikt på UFC 151. Henderson lämnade återbud med en vecka kvar till matchen efter att ha drabbats av en knäskada och galan ställdes senare in då Jones inte accepterade en annan motståndare i titelmatchen.
Under 2013 gick Henderson tre matcher. Han förlorade på domslut mot Lyoto Machida och Rashad Evans på UFC 157 respektive UFC 161. Henderson mötte sedan Vitor Belfort och förlorade via KO i första ronden. Det var första gången på 40 matcher som Henderson förlorade via knockout. Henderson besegrade Maurício Rua i mars 2014 och förlorade sedan mot Daniel Cormier på UFC 173. På UFC on Fox: Gustafsson vs. Johnson mötte han Gegard Mousasi och förlorade matchen via TKO. Under 2015 besegrade Henderson Tim Boetsch för att sedan förlora ytterligare en match mot Vitor Belfort via KO. Den 4 juni 2016 möttes Henderson och Hector Lombard på UFC 199. Henderson vann matchen via KO.
I början av augusti 2016 meddelade UFC att Henderson skulle möta Michael Bisping i en titelmatch i mellanvikt på UFC 204 i Manchester den 8 oktober 2016. Bisping vann matchen via domslut. 
Efter matchen meddelade Henderson att han avslutar karriären.

## Tävlingsfacit
| Resultat | Facit | Motståndare              | Metod                                 | Evenemang                                | Datum             | Rond | Tid   | Plats                | Notering                                  |
| -------- | ----- | ------------------------ | ------------------------------------- | ---------------------------------------- | ----------------- | ---- | ----- | -------------------- | ----------------------------------------- |
| Förlust  | 32–15 | Michael Bisping          | Domslut (enhälligt)                   | UFC 204                                  | 8 oktober 2016    | 5    | 5:00  | Manchester, England  | Titelmatch i mellanvikt.                  |
| Vinst    | 32–14 | Hector Lombard           | KO (armbåge)                          | UFC 199                                  | 4 juni 2016       | 2    | 1:27  | Inglewood, USA       |                                           |
| Förlust  | 31–14 | Vitor Belfort            | KO (slag)                             | UFC Fight Night: Belfort vs. Henderson 3 | 7 november 2015   | 1    | 1:20  | São Paulo, Brasilien |                                           |
| Vinst    | 31–13 | Tim Boetsch              | KO (slag)                             | UFC Fight Night: Boetsch vs. Henderson   | 6 juni 2015       | 1    | 0:28  | New Orleans, USA     |                                           |
| Förlust  | 30–13 | Gegard Mousasi           | TKO (slag)                            | UFC on Fox: Gustafsson vs. Johnson       | 24 januari 2015   | 1    | 1:10  | Stockholm, Sverige   |                                           |
| Förlust  | 30–12 | Daniel Cormier           | Teknisk submission (rear-naked choke) | UFC 173                                  | 24 maj 2014       | 3    | 3:53  | Las Vegas, USA       |                                           |
| Vinst    | 30–11 | Maurício Rua             | TKO (slag)                            | UFC Fight Night: Shogun vs. Henderson 2  | 23 mars 2014      | 3    | 1:31  | Natal, Brasilien     |                                           |
| Förlust  | 29–11 | Vitor Belfort            | KO (spark)                            | UFC Fight Night: Belfort vs. Henderson   | 9 november 2013   | 1    | 1:17  | Goiânia, Brasilien   |                                           |
| Förlust  | 29–10 | Rashad Evans             | Domslut (delat)                       | UFC 161                                  | 15 juni 2013      | 3    | 5:00  | Winnipeg, Kanada     |                                           |
| Förlust  | 29–9  | Lyoto Machida            | Domslut (delat)                       | UFC 157                                  | 23 februari 2013  | 3    | 5:00  | Anaheim, USA         |                                           |
| Vinst    | 29–8  | Maurício Rua             | Domslut (enhälligt)                   | UFC 139                                  | 19 november 2011  | 5    | 5:00  | San Jose, USA        |                                           |
| Vinst    | 28–8  | Fjodor Jemeljanenko      | TKO (slag)                            | Strikeforce: Fedor vs. Henderson         | 30 juli 2011      | 1    | 4:12  | Hoffman Estates, USA |                                           |
| Vinst    | 27–8  | Rafael Cavalcante        | TKO (slag)                            | Strikeforce: Feijao vs. Henderson        | 5 mars 2011       | 3    | 0:50  | Columbus, USA        | Blev Strikeforce-mästare i lätt tungvikt. |
| Vinst    | 26–8  | Renato Sobral            | KO (slag)                             | Strikeforce: Henderson vs. Babalu        | 4 december 2010   | 1    | 1:53  | Saint Louis, USA     |                                           |
| Förlust  | 25–8  | Jake Shields             | Domslut (enhälligt)                   | Strikeforce: Nashville                   | 17 april 2010     | 5    | 5:00  | Nashville, USA       | Titelmatch i mellanvikt.                  |
| Vinst    | 25–7  | Michael Bisping          | KO (slag)                             | UFC 100                                  | 11 juli 2009      | 2    | 3:20  | Las Vegas, USA       |                                           |
| Vinst    | 24–7  | Rich Franklin            | Domslut (delat)                       | UFC 93                                   | 17 januari 2009   | 3    | 5:00  | Dublin, Irland       |                                           |
| Vinst    | 23–7  | Rousimar Palhares        | Domslut (enhälligt)                   | UFC 88                                   | 6 september 2008  | 3    | 5:00  | Atlanta, USA         |                                           |
| Förlust  | 22–7  | Anderson Silva           | Submission (rear-naked choke)         | UFC 82                                   | 1 mars 2008       | 2    | 4:52  | Columbus, USA        | Titelmatch i mellanvikt.                  |
| Förlust  | 22–6  | Quinton Jackson          | Domslut (enhälligt)                   | UFC 75                                   | 8 september 2007  | 5    | 5:00  | London, England      | Titelmatch i lätt tungvikt.               |
| Vinst    | 22–5  | Wanderlei Silva          | KO (slag)                             | Pride 33                                 | 24 februari 2007  | 3    | 2:08  | Las Vegas, USA       | Blev Pride-mästare i mellanvikt.          |
| Vinst    | 21–5  | Vitor Belfort            | Domslut (enhälligt)                   | Pride 32                                 | 21 oktober 2006   | 3    | 5:00  | Las Vegas, USA       |                                           |
| Förlust  | 20–5  | Kazuo Misaki             | Domslut (enhälligt)                   | Pride Bushido 12                         | 26 augusti 2006   | 2    | 5:00  | Nagoya, Japan        |                                           |
| Vinst    | 20–4  | Kazuo Misaki             | Domslut (enhälligt)                   | Pride Bushido 10                         | 2 april 2006      | 2    | 5:00  | Tokyo, Japan         |                                           |
| Vinst    | 19–4  | Murilo Bustamante        | Domslut (delat)                       | Pride Shockwave 2005                     | 31 december 2005  | 2    | 5:00  | Saitama, Japan       | Vann Pride 2005 Welterweight Grand Prix.  |
| Vinst    | 18–4  | Akihiro Gono             | KO (slag)                             | Pride Bushido 9                          | 25 september 2005 | 1    | 7:58  | Tokyo, Japan         |                                           |
| Vinst    | 17–4  | Ryo Chonan               | KO (slag)                             | Pride Bushido 9                          | 25 september 2005 | 1    | 0:22  | Tokyo, Japan         |                                           |
| Förlust  | 16–4  | Antônio Rogério Nogueira | Submission (armbar)                   | Pride Total Elimination 2005             | 23 april 2005     | 1    | 8:05  | Osaka, Japan         |                                           |
| Vinst    | 16–3  | Yuki Kondo               | Domslut (delat)                       | Pride Shockwave 2004                     | 31 december 2004  | 3    | 5:00  | Saitama, Japan       |                                           |
| Vinst    | 15–3  | Kazuhiro Nakamura        | TKO (skada)                           | Pride 28                                 | 31 oktober 2004   | 1    | 1:15  | Saitama, Japan       |                                           |
| Vinst    | 14–3  | Murilo Bustamante        | TKO (slag)                            | Pride Final Conflict 2003                | 9 november 2003   | 1    | 0:53  | Tokyo, Japan         |                                           |
| Vinst    | 13–3  | Shungo Oyama             | TKO (slag)                            | Pride 25                                 | 16 mars 2003      | 1    | 3:28  | Yokohama, Japan      |                                           |
| Förlust  | 12–3  | Antônio Rodrigo Nogueira | Submission (armbar)                   | Pride 24                                 | 23 december 2002  | 3    | 1:49  | Fukuoka, Japan       |                                           |
| Förlust  | 12–2  | Ricardo Arona            | Domslut (delat)                       | Pride 20                                 | 28 april 2002     | 3    | 5:00  | Yokohama, Japan      |                                           |
| Vinst    | 12–1  | Murilo Rua               | Domslut (delat)                       | Pride 17                                 | 3 november 2001   | 3    | 5:00  | Tokyo, Japan         |                                           |
| Vinst    | 11–1  | Akira Shoji              | TKO (slag och knän)                   | Pride 14                                 | 27 maj 2001       | 3    | 3:18  | Yokohama, Japan      |                                           |
| Vinst    | 10–1  | Renzo Gracie             | KO (slag)                             | Pride 13                                 | 25 mars 2001      | 1    | 1:40  | Saitama, Japan       |                                           |
| Förlust  | 9–1   | Wanderlei Silva          | Domslut (enhälligt)                   | Pride 12                                 | 23 december 2000  | 3    | 5:00  | Saitama, Japan       |                                           |
| Vinst    | 9–0   | Renato Sobral            | Domslut (majoritet)                   | Rings: King of Kings 1999 Final          | 26 februari 2000  | 2    | 5:00  | Tokyo, Japan         |                                           |
| Vinst    | 8–0   | Antônio Rodrigo Nogueira | Domslut (delat)                       | King of Kings 1999 Final                 | 26 februari 2000  | 3    | 5:00  | Tokyo, Japan         |                                           |
| Vinst    | 7–0   | Gilbert Yvel             | Domslut (enhälligt)                   | Rings: King of Kings 1999 Final          | 26 februari 2000  | 2    | 5:00  | Tokyo, Japan         |                                           |
| Vinst    | 6–0   | Hiromitsu Kanehara       | Domslut (majoritet)                   | Rings: King of Kings 1999 Block A        | 28 oktober 1998   | 2    | 5:00  | Tokyo, Japan         |                                           |
| Vinst    | 5–0   | Bakouri Gogitidze        | Submission (knä mot revbenen)         | Rings: King of Kings 1999 Block A        | 28 oktober 1998   | 1    | 2:17  | Tokyo, Japan         |                                           |
| Vinst    | 4–0   | Carlos Newton            | Domslut (delat)                       | UFC 17                                   | 15 maj 1998       | 1    | 15:00 | Mobile, USA          | Vann UFC 17 Middleweight Tournament.      |
| Vinst    | 3–0   | Allan Goes               | Domslut (enhälligt)                   | UFC 17                                   | 15 maj 1998       | 1    | 15:00 | Mobile, USA          |                                           |
| Vinst    | 2–0   | Eric Smith               | Teknisk submission (giljotin)         | Brazil Open: '97                         | 15 juni 1997      | 1    | 0:30  | Brasilien            |                                           |
| Vinst    | 1–0   | Crezio de Souza          | TKO (slag)                            | Brazil Open: '97                         | 15 juni 1997      | 1    | 5:25  | Brasilien            |                                           |